# Baicalein
Baicalein (5,6,7-trihydroxyflavone) là một flavone, một loại flavonoid, ban đầu được phân lập từ rễ của Scutellaria baicalensis và Scutellaria lateriflora. Nó cũng được báo cáo trong Oroxylum notifyum (hoa loa kèn Ấn Độ) và Thyme . Nó là aglycone của baicalin. Baicalein là một trong những hoạt chất của Sho-Saiko-To, một chất bổ sung thảo dược Trung Quốc được cho là giúp tăng cường sức khỏe gan.
Baicalein, cùng với baicalin tương tự của nó, là một bộ điều biến allosteric tích cực của vị trí benzodiazepine và/hoặc vị trí không chứa benzodiazepine của thụ thể GABA <sub id="mwFw">A.</sub>  Nó hiển thị độ chọn lọc của kiểu con cho các thụ thể GABA A liên kết với tiểu đơn vị α<sub id="mwGQ">2</sub> và α<sub id="mwGw">3</sub>. Theo đó, baicalein cho thấy tác dụng giải lo âu ở chuột mà không có tỷ lệ an thần hoặc suy tủy. Người ta cho rằng baicalein, cùng với các flavonoid khác, có thể làm tăng tác dụng giải lo âu của S. baicalensis và S. lateriflora. Baicalein cũng là một chất đối kháng của thụ thể estrogen, hoặc một chất chống ung thư.
Flavonoid đã được chứng minh là ức chế một số loại lipoxygenase  và hoạt động như một chất chống viêm. Nó có tác dụng chống đông máu đối với sự tăng sinh do ET-1 gây ra đối với sự tăng sinh tế bào cơ trơn của động mạch phổi thông qua sự ức chế biểu hiện kênh TRPC1. Tác dụng chống trầm cảm có thể cũng đã được quy cho baicalein trong nghiên cứu động vật.
Baicalein là chất ức chế CYP2C9, một loại enzyme của hệ thống cytochrom P450 giúp chuyển hóa thuốc trong cơ thể.
Một dẫn xuất của baicalin là một chất ức chế prolyl endopeptidase được biết đến.
Baicalein đã được chứng minh là ức chế sự hình thành màng sinh học Staphylococcus aureus và hệ thống cảm biến đại biểu trong ống nghiệm.

## Glycoside
Tetuin là 6- glucoside của baicalein.